# Purana Qila
Purana Qila (Hindi: पुराना क़िला, Urdu: پُرانا قلعہ, letterlijk: oud fort) is een militaire vesting in de Indiase miljoenenstad Delhi. Het huidige, half vervallen fort werd in de 16e eeuw gebouwd door de Afghaanse sultan Sher Shah Suri (regeerde 1540-1545) en ligt ten oosten van de wijk New Delhi langs de Yamuna, op de plek waar volgens de overlevering de mythische stad Indraprastha uit de Mahabharata zou hebben gelegen.

## Geschiedenis
Opgravingen in de jaren 1950-60 hebben aangetoond dat er al rond 1000 v.Chr. menselijke bebouwing op deze plek aanwezig was. Deze painted grey ware zijn de oudst bekende sporen van menselijke aanwezigheid in Delhi. Ook van de northern black polished ware-cultuur zijn sporen gevonden die tot de 4e-3e eeuw v.Chr. teruggaan. De huizen uit deze periode waren van leemsteen en baksteen, terwijl er ook een verbrande lemen vitselstekconstructie is gevonden.
Tot het begin van de 20e eeuw lag binnen de muren van het fort het dorp Indrapat. Dit wordt door moderne hindoenationalisten als bewijs gezien voor de authenticiteit van het heldenepos Mahabharata. In de Mahabharata is de stad Indraprashta de hoofdstad van het koninkrijk dat de Pandava's, de vijf broers die het goede vertegenwoordigen, in hun ballingschap stichten. Er is echter geen bewijs dat gebeurtenissen als in de Mahabharata in de buurt van Delhi hebben plaatsgevonden, want het epos heeft een zuiver mythologische aard en de historiciteit ervan is omstreden.

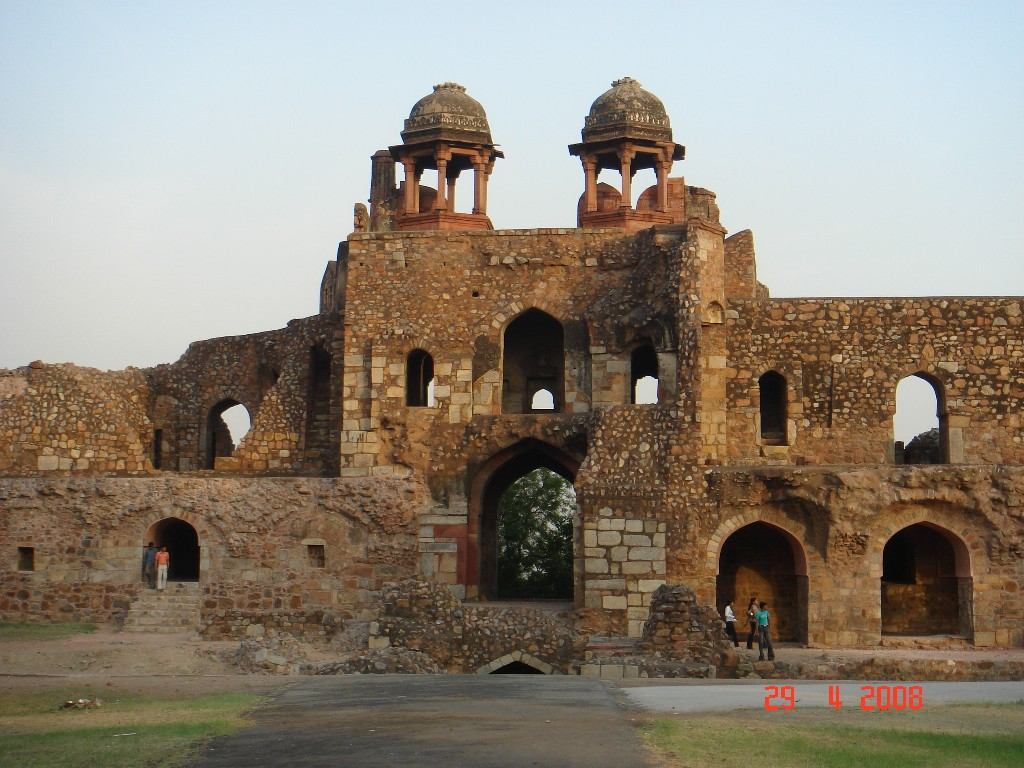
Poort van Humayun, tegenwoordig half ruïne

Wel duidelijk is dat op of in de buurt van het huidige centrum van Delhi in de loop der geschiedenis meerdere achtereenvolgende steden hebben gelegen. In de 14e eeuw lag het machtscentrum in Tughluqabad, ongeveer 20 km ten zuiden van het huidige centrum van Delhi. De latere sultans van Delhi verplaatsten hun hoofdstad echter naar Agra. Mogolkeizer Humayun begon in 1533 de bouw van een nieuwe hoofdstad bij Delhi die hij Dina-panah noemde. Het was de zesde stad op de plek van Delhi en Purana Qila moest het middelpunt van deze stad worden. Het liep echter anders, want Humayun werd in 1540 van de troon gestoten door Sher Shah Suri, een opstandige Afghaanse edelman, die zichzelf tot sultan uitriep. Sher Shah bleek een kundig bestuurder en liet het fort gedurende zijn korte regering voltooien. Hij gaf de vesting de naam Shergarh (letterlijk fort van Sher).
Sher Shah kwam in 1545 om bij een ongeluk. Tien jaar later zou Humayun zijn rijk terugveroveren, maar ook hij kwam ongelukkig om het leven, vlak na zijn terugkeer naar Delhi. Een korte periode van verwarring volgde, waarin de opstandige generaal Hemu Vikramaditya de macht greep. Hemu is de enige heerser die zich in Purana Qila liet kronen en durbar hield. Ook hij zou binnen het jaar sterven, hij sneuvelde in de Tweede Slag bij Panipat op 5 november 1556 tegen de troepen van Humayuns zoon Akbar. Zijn torso werd boven de belangrijkste poort van het fort gehangen om de bevolking schrik aan te jagen en te weerhouden van verdere opstanden.
Vanwege de achtereenvolgende dood van drie heersers die de vesting innamen, ontstond de legende dat er een vloek op het fort rustte. Akbar en zijn opvolgers meden de vesting daarom. In 1639 begon keizer Shah Jahan met de aanleg van een nieuwe, verder naar het noorden gelegen stad (Shahjahanabad, het zevende Delhi). Vanaf de 18e eeuw raakte Purana Qila in verval.
Bij de aanleg van New Delhi door de Britten in het begin van de 20e eeuw werd de ceremoniële hoofdweg, de Rajpath (voor 1947 Kingsway genoemd), door stedenbouwkundige Edwin Lutyens opzettelijk in het verlengde van Purana Qila gelegd.
Bij de deling van India in 1947 diende het fort als kamp voor Indiase moslimmigranten die wachtten op transport naar Pakistan. Vanaf de jaren 1970 wordt het fort gebruikt voor culturele evenementen en theatervoorstellingen.

## Beschrijving

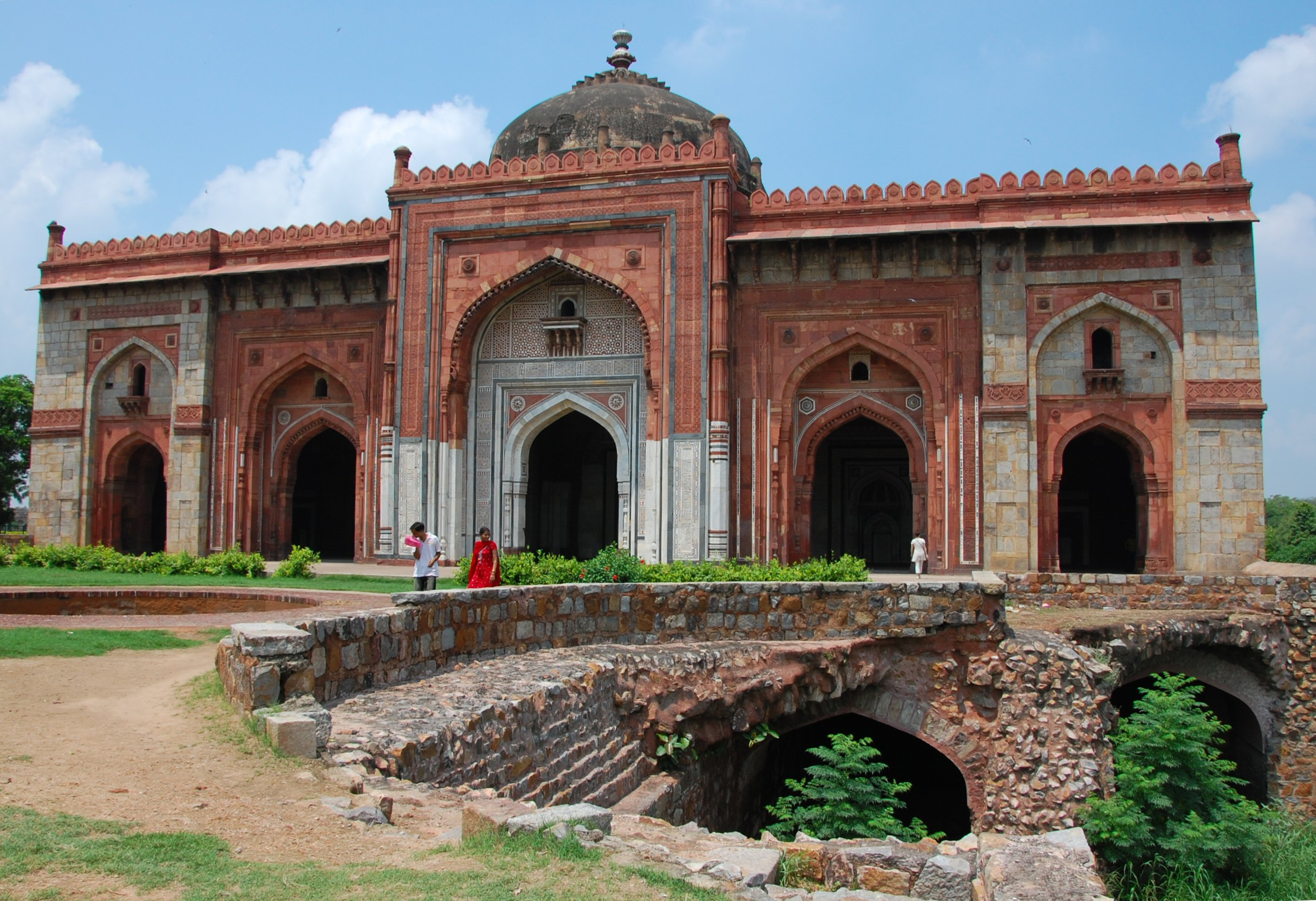
De Qila-i-Kuhnamoskee binnenin het fort

De vesting bestaat uit een ommuurd terrein van ongeveer 900 bij 400 m. De muur is 18 meter hoog en geheel opgetrokken uit zandsteen. Er zijn drie versterkte toegangspoorten, alle bestaande uit twee verdiepingen en geflankeerd door twee torens. De binnenzijde van de poorten is gedecoreerd met ingelegd marmer en blauw tegelwerk. De belangrijkste poort is de Bara Darwaza aan de westelijke zijde. Alle drie de poorten hebben overhangende balkons (jharokha's) en zijn getooid met sierpaviljoens (chhatri's), bekende elementen uit de Rajasthani architectuur die later in de Mogolarchitectuur werden overgenomen.
Van de gebouwen binnenin de ommuring is weinig bewaard gebleven. Slechts twee structuren staan tegenwoordig nog overeind: de Sher Mandal en de Qila-i-Kuhnamoskee. De moskee (1541) bestaat uit een rechthoekige gebedshal, getooid met een enkele koepel en zonder minaretten. Het is een goed voorbeeld van de Hindoestaanse moskeebouw uit het tijdperk direct voor de Mogols. De Sher Mandal is een toren van rode zandsteen met een octagonaal grondvlak, gebouwd door Humayun. Humayun gebruikte de toren voor zijn sterrenkundige observaties - hij was zeer geïnteresseerd in astrologie. Op 24 januari 1556 viel Humayun van de trap binnenin de toren, om twee dagen later aan zijn verwondingen te overlijden.